# Haraszthy Gyula
Haraszthy Gyula (Sárbogárd, 1910. február 10. – Budapest, 1990. február 6.) irodalomtörténész, könyvtáros, a Magyar Tudományos Akadémia Könyvtárának igazgatója 1953 és 1960 között.

## Életútja

### Tanulmányai és pályakezdése
Értelmiségi családból származott, ősei között tudhatta az Amerika-utazó Haraszthy Ágostont. Édesapja Haraszthy Gyula állampénztári főtanácsos, édesanyja Pasteiner Etel volt. Középiskolai tanulmányait Sárbogárdon kezdte meg, majd az 1920-as évek elejétől – családjával Budapestre kerülve – a kőbányai gimnáziumban és a Lónyay utcai református gimnáziumban folytatta. Ekkor határozta el, hogy egyetem után egy fővárosi nagykönyvtárban fog elhelyezkedni. 1928-ban érettségizett.
Ezután a budapesti tudományegyetem magyar–német–esztétika szakos hallgatója lett. Tanulmányi eredményeinek köszönhetően osztrák és heidelbergi ösztöndíjban részesült. 1932-ben szerzett doktori címet Irodalom-esztétikai problémák a múlt század derekán című disszertációjának megvédésével. Pályája első évtizedében még két nagyobb tanulmánya látott napvilágot Kemény Zsigmondról, illetve Erdélyi Jánosról. Egyéb cikkeit, nagyszámú könyvrecenzióját a Budapesti Szemle, a Debreceni Szemle, az Irodalomtörténeti Közlemények, a Magyar Könyvbarátok Diáriuma, a Magyar Könyvszemle és a Protestáns Szemle közölte.
A diploma megszerzését követően – Császár Elemér fizetés nélküli tanársegédeként, az Irodalomtörténeti Közlemények segédszerkesztőjeként, illetve a Magyar Irodalomtörténeti Intézet könyvtárának kezelőjeként – három évig az Állástalan Diplomások Országos Bizottsága által folyósított segélyből élt. 1935-től 1940-ig az Egyetemi Könyvtár feldolgozó könyvtárosaként dolgozott. Itt olyan mesterektől tanult, mint Domanovszky Ákos, Mátrai László, Moravek Endre és Prohászka Lajos. Időközben – 1937-ben – elvégezte a Magyar Könyvtárosok és Levéltárosok Egyesülete által szervezett ETO-tanfolyamot. 1940 őszén megbízták a Közgyűjtemények Országos Főfelügyelősége erdélyi osztályának vezetésével. Fennállásának tíz hónapja alatt a részleg mintegy kétszázezer könyv észak-erdélyi szétosztását szervezte meg.
A második világháború alatt többször teljesített tényleges katonai szolgálatot. Megjárta a szovjet hadifogságot is; innen 1947-ben térhetett haza. Távollétében Mátrai László egyetemi könyvtári igazgató osztályvezetővé léptette elő, később megbízta a referenszszolgálat ellátásával.

### Pályája kiteljesedése
1949-ben részt vett a szikszói, a pécsi és a kaposvári körzeti könyvtárak létrehozásában. Ugyanebben az évben kinevezték az újonnan megalakult Magyar Közgazdaságtudományi Egyetem könyvtárának igazgatójává. Két év alatt sikerült az intézményt önálló épületben elhelyeznie és hálózati központtá szerveznie.
1951-től az ELTE két évvel korábban megalapított Könyvtártudományi Tanszékén osztályozási ismereteket oktatott. Egy évvel később – másodállásban – Varjas Béla utóda lett a tanszék élén; egyetemi tanári kinevezését 1953. január 1-jén kapta meg a Minisztertanácstól. Munkáját Dezsényi Béla, Kéki Béla, Kőhalmi Béla és Sebestyén Géza segítette. Tanszékvezetői működése alatt szűnt meg az a gyakorlat, hogy a más szakokra fel nem vett diákokat ide irányították át. Ekkoriban publikált szakcikkeiben szovjet példákra hivatkozva a hazai könyvtárosképzés kiterjesztését, minőségi fejlesztését, önálló könyvtárosképző főiskola létesítését szorgalmazta. Összeállította az első magyar nyelvű szakozási tankönyvet. Posztjáról 1954-ben mondott le, miután 1953 őszén kinevezték az Akadémiai Könyvtár élére.
Itteni működése alatt újjászervezte a könyvtárat, megindította publikációs tevékenységét a Magyar Tudományos Akadémia Könyvtárának Közleményei című sorozattal, megkezdte a restaurálásra szoruló ősnyomtatványok helyreállíttatását, és UNESCO-segítséggel felszerelte az ország akkori legkorszerűbb mikrofilm-laboratóriumát. 1953-ban az Országos Könyvtárügyi Tanács tagja, bibliográfiai bizottságának vezetője, 1956 októberében a testület alelnöke lett. (E posztján 1962. novemberi lemondásáig szolgált.) 1955 januárjában bekerült a Magyar Könyvszemle szerkesztőbizottságába Kovács Máté, Kőhalmi Béla, Mátrai László és Varjas Béla mellé. Pályáját az 1956-os forradalom után ellene indított fegyelmi vizsgálatok törték ketté. A vádak szerint a forradalom idején Haraszthy nem lépett fel a belső, bizalmas iratok megsemmisítését leállító munkatársaival szemben, illetve engedélyezte a könyvtár forradalmi bizottsága által a különböző külföldi intézmények részére címzett állásfoglalás postára adását. Az 1957. júniusi eljárás során pénzbüntetésre ítélték, az 1960-as azonban már állása elvesztésével járt.

### Az Országos Széchényi Könyvtárban
Eltávolítását követően a Művelődési Minisztérium könyvtári osztályától megbízást kapott a külföldről érkező szakirodalom feldolgozásának és nyilvántartásának megszervezésére. Jóború Magda és Pajkossy György ösztönzésére 1960 decemberétől – Goriupp Aliz utódaként – feldolgozási, majd – Keresztury Dezső nyugdíjba vonulását követően – különgyűjteményi főosztályvezetőként szolgált az Országos Széchényi Könyvtárban. Nevéhez fűződik az intézmény katalógusrendszerének megújítása, az Országos gyarapodási jegyzékek és a hungarikabibliográfiák sorának kiadása. A határon túl napvilágot látott magyar nyelvű irodalom számbavételét nemzeti kötelességnek tartotta, ennek érdekében 1971-ben létrehozta és elnökölte a Hungarika Koordinációs Bizottságot.
1973-as nyugdíjba vonulása után megbízták a könyvtár 1918 utáni történetének megírásával, ám tevékenységét kénytelen volt öt évre felfüggeszteni, mivel megvonták tőle az anyagi támogatást. Műve egyes fejezeteit a Széchényi Könyvtár évkönyveiben tette közzé, a teljes monográfia elkészítésére azonban már nem maradt ideje.

## Elismerései
1973-ban a Munka Érdemrend arany fokozatában részesült, 1986-ban MKE-emlékéremmel tüntették ki.

## Emlékezete
Emlékére 1990. november 22-én tudományos ülést és kiállítást szervezett az Országos Széchényi Könyvtár, a Magyar Könyvtárosok Egyesülete társadalomtudományi szekciója, valamint könyv- és könyvtártörténeti bizottsága.
Fülöp Géza „példát adó, nevelő, tanító személyiségként” emlékezett meg róla nekrológjában. Somkuti Gabriella szerint „mindvégig magas szintű szakmai igényesség, széles körű tájékozottság és erős gyakorlati érzék jellemezte”. Rózsa György „demokratikus érzelmű, liberális, jóindulatú, kitűnő szakemberként” emlékezett rá.
Síremléke a Farkasréti temető 14. parcellájának 1-8. helyén található.

## Főbb művei

### Monográfiák, tanulmányok
- Irodalomelméleti kérdések a múlt század második negyedében (Budapest, 1932)
- Kemény Zsigmond irodalomszemlélete (Budapest, 1934)
- Erdélyi János irodalomszemlélete (Budapest, 1940)
- Az erdélyi könyvakció (Budapest, 1941)
- Osztályozás, szakrendszerek (Budapest, 1952, 1954)
- Bevezetés az osztályozásba (Budapest, 1953)
- A 130 éves Akadémiai Könyvtár (Budapest, 1956)
- Az Országos Könyvtárügyi Tanács és a magyar könyvtárügy időszerű kérdései (Budapest, 1958)
- Hajszálgyökerek és a hungarika-bibliográfia (Budapest, 1974)

### Szerkesztett, összeállított kötetek
- Tervgazdasági, statisztikai és számviteli bibliográfia (Budapest, 1955; Hajdú Elemérnével és Hámori Bélával)
- Tervgazdasági, statisztikai és számviteli bibliográfia 1955–1958 (Budapest, 1962; Hajdú Elemérnével és Hámori Bélával)
- Közgazdasági bibliográfia 1959–1963 (Budapest, 1965; Hajdú Elemérnével és Hámori Bélával)
- Az Országos Széchényi Könyvtár katalógusai. Használati útmutató (Budapest, 1972; Faragó Lászlónéval)
- Mit, hol, hogyan keressünk a katalógusokban? (Budapest, 1987; Faragó Lászlónéval)

## Jegyzetek

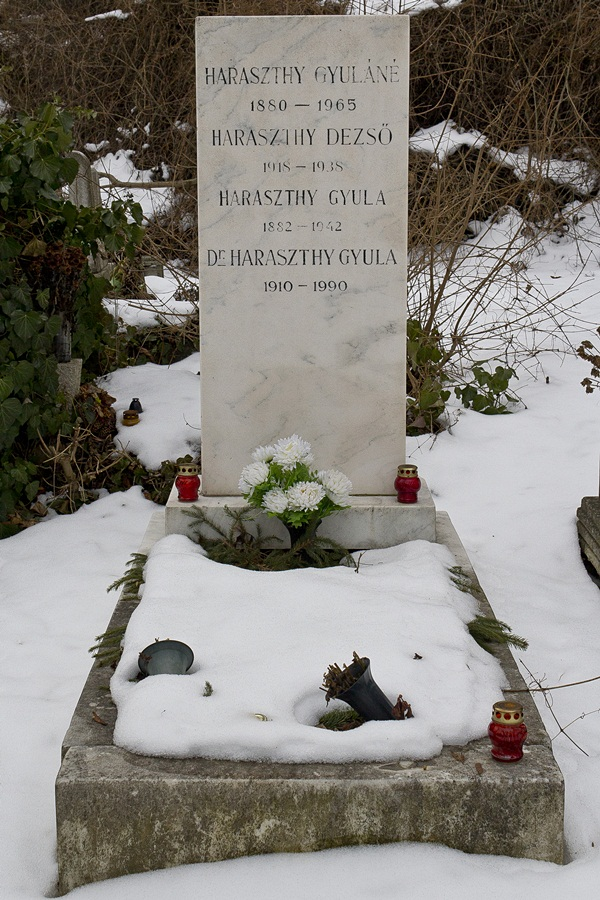
Haraszthy Gyula síremléke a Farkasréti temető 14. parcellájában